# Борщ Григорій Минович
Григорій Минович Борщ (нар. 1899, село Кушнарівка Катеринославської губернії, тепер Верхньодніпровського району Дніпропетровської області — розстріляний 16 жовтня 1937, місто Київ) — український радянський діяч, 1-й секретар Проскурівського окружного комітету КП(б)У. Кандидат у члени ЦК КП(б)У в січні 1934 — травні 1937 р. Член ЦК КП(б)У в червні — серпні 1937 р.

## Життєпис
Здобув початкову освіту. Працював робітником.
Член РКП(б) з 1921 року.
Перебував на відповідальній партійній роботі в Дніпропетровській області.
У 1936 — серпні 1937 року — 1-й секретар Проскурівського окружного комітету КП(б)У Вінницької області.
2 серпня 1937 року заарештований органами НКВС. 26 вересня 1937 року засуджений до вищої міри покарання. Розстріляний і похований у селі Биківні біля Києва. Посмертно реабілітований 24 серпня 1957 року.